# رسيوفاستاتين
رسيوفاستاتين (بالإنجليزية: rosuvastatin)‏ أحد أكثر الأدوية التي بدأت تنتشر حاليا وينتمي إلى مجموعة الستاتين (أو مثبطات إنزيم HMG-CoA) وهي ادوية مخفضة للكوليسترول .
ويتوفر رسيوفاستاتين بجرعات مختلفة (5 ملغ، 10ملغ، 20ملغ).
وتعتبر شركة أسترا زينيكا (Astra Zeneca) أول شركة منتجة له تحت اسم كريستور (Crestor).

## دواعي الاستعمال
- ارتفاع نسبة الدهون
- ارتفاع نسبة الدهون الثلاثية ( ثلاثى الجليسرول)
- تصلب الشرايين
- ارتفاع نسبه الكوليسترول العائلي المتماثل نتيجة الأمراض الوراثية
- الوقاية من الأمراض القلبية